# Mécanique du point
 (avril 2024).
Si vous disposez d'ouvrages ou d'articles de référence ou si vous connaissez des sites web de qualité traitant du thème abordé ici, merci de compléter l'article en donnant les références utiles à sa vérifiabilité et en les liant à la section « Notes et références ».
La mécanique du point est l'étude du mouvement des points matériels à partir de leur force subie. 
En pratique, cela permet d'étudier soit un objet de petite taille (particule, petite bille, etc.), soit un objet de grande taille pour lequel on néglige les effets dus à cette taille, comme la rotation sur lui-même. Dans tous les cas, on appelle cet objet le mobile. On s'intéresse alors uniquement au mouvement du centre d'inertie ou barycentre de ce mobile.
Alors que la cinématique permet d'étudier les relations entre les paramètres du mouvement (position, vitesse, accélération, etc.), la mécanique du point permet de prédire l'évolution de ces paramètres en connaissant les causes du mouvement. Celles-ci peuvent être les interactions de contact comme le frottement et la poussée, ou à distance comme l'attraction gravitationnelle et les interactions électromagnétiques. Toutes ces interactions sont modélisées par un objet physique unique : la force. Ainsi, en connaissant la force subie par le point matériel à tout moment, il est possible de prédire le mouvement.

## Point matériel
En pratique, on considère un objet de petite taille (particule, petite bille, etc.), soit un objet de grande taille pour lequel on néglige les effets dus à cette taille, comme la rotation sur lui-même.

## Référentiel
Il est nécessaire de définir un référentiel, c'est-à-dire un repère de l'espace et une référence pour le temps (une horloge). Un point matériel est alors la donnée de quatre nombres : trois coordonnées (x,y,z) permettant de le repérer dans l'espace, et une masse m. 

## Mouvement
On peut étudier le mouvement d'un point matériel dans les cas statique et dynamique. 

### Cas statique
Un point matériel est immobile dans un référentiel R si sa vitesse est nulle dans R.  

### Cas dynamique
Si la somme des forces qui s'exercent sur le mobile est nulle, celui-ci a un mouvement rectiligne uniforme. Si ce n'est pas le cas, il existe une accélération qui entraîne une modification de la vitesse.
Dans ces deux cas, on peut résumer les principales caractéristiques du comportement de tels mobiles par les lois du mouvement de Newton. Celles-ci montrent par exemple que dans le vide, tous les objets en chute libre présentent le même mouvement (ceci devient faux lorsqu'intervient le frottement de l'air).

## Applications
La mécanique du point, malgré son apparente simplicité, permet d'établir des comportements généraux importants comme le mouvement à force centrale, qui seront ensuite détaillés par des théories plus complexes comme la mécanique du solide, la mécanique des fluides et la mécanique des milieux continus.